# Dominicas de la Congregación de Santa Cecilia
La Congregación de Santa Cecilia (oficialmente en inglés: Dominican Sisters of the Congregation of St. Cecilia) es un instituto religioso católico femenino, de vida apostólica y de derecho pontificio, fundado por cuatro religiosas dominicas de Columbus, en Nashville (Estados Unidos), en 1860. A las religiosas de este instituto se les conoce como Dominicas de la Congregación de Cecilia o simplemente como dominicas de Nashville. Las mujeres de esta congregación posponen a sus nombres las siglas O.P.

## Historia

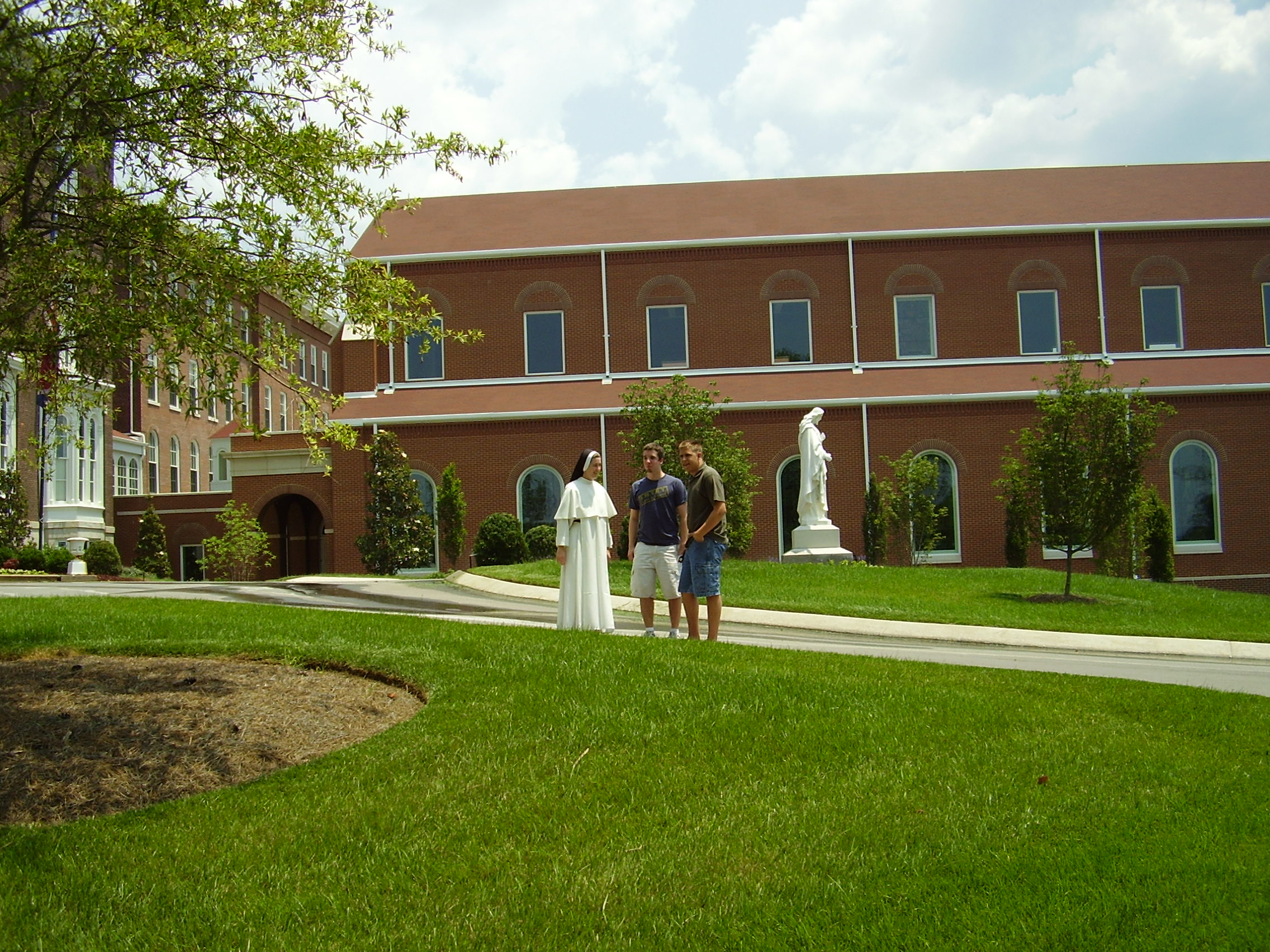
Casa madre de las dominicas de Santa Cecilia en Nashville (Estados Unidos)

Cuatro religiosas de la Congregación de la Beata Virgen de las Fuentes de Columbus, llegaron a Nashville para fundar una nueva comunidad, a petición del obispo dominico James Whelan. A partir del 17 de agosto de 1860, las religiosas dieron inicio no solo a una nueva comunidad sino a un instituto completamente independiente, con el fin de dedicarse a la educación de las jóvenes. Para ellas abrieron un instituto dedicado a Santa Cecilia.
El instituto fue agregado a la Orden de los Predicadores el 15 de mayo de 1913 y recibieron la aprobación pontificia de parte del papa Pío XII, mediante decretum laudis del 7 de julio de 1940.

## Organización
La Congregación de Santa Cecilia es un instituto religioso de derecho pontificio y centralizado, cuyo gobierno es ejercido por una priora general. La sede central se encuentra en Nashville (Estados Unidos).
Las dominicas de Nashville se dedican a la educación e instrucción cristiana de la juventud y forman parte de la familia dominica. Estas religiosas visten un hábito compuesto por una túnica, escapulario y esclavina blanca, con un velo negro. En 2017, el instituto contaba con 280 religiosas y 28 comunidades, presentes solo en Australia, Estados Unidos e Italia.